# Collegiata di San Martino (Briga Marittima)
La Collegiata di San Martino è l'edificio religioso principale del comune di Briga Marittima del dipartimento delle Alpi Marittime in Francia.

## Storia e descrizione
La chiesa è di antica origine e fu in gran parte ricostruita alla fine del Trecento a seguito di un incendio o di un'inondazione. La facciata è in stile romanico lombardo, mentre l'interno si presenta con struttura gotica, diviso in 3 navate separate da colonne e pilastri che reggono archi a sesto acuto e volte a crociera. Fa eccezione il presbiterio che risulta un rifacimento o un'aggiunta posteriore, di epoca barocca. Le pareti interne sono completamente dipinte e nelle navate laterali trovano posto ben 11 cappelle, più il battistero, tutte ricchissime di opere d'arte delle epoche più diverse, tra cui una Natività di Ludovico Brea. Interessante anche l'organo a canne ottocentesco, opera dei Fratelli Lingiardi.

## Galleria d'immagini

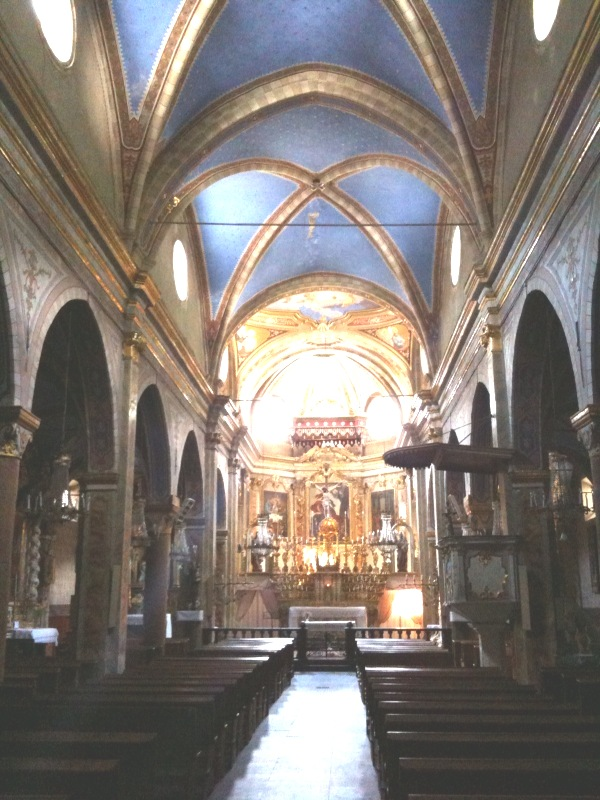
Navata centrale
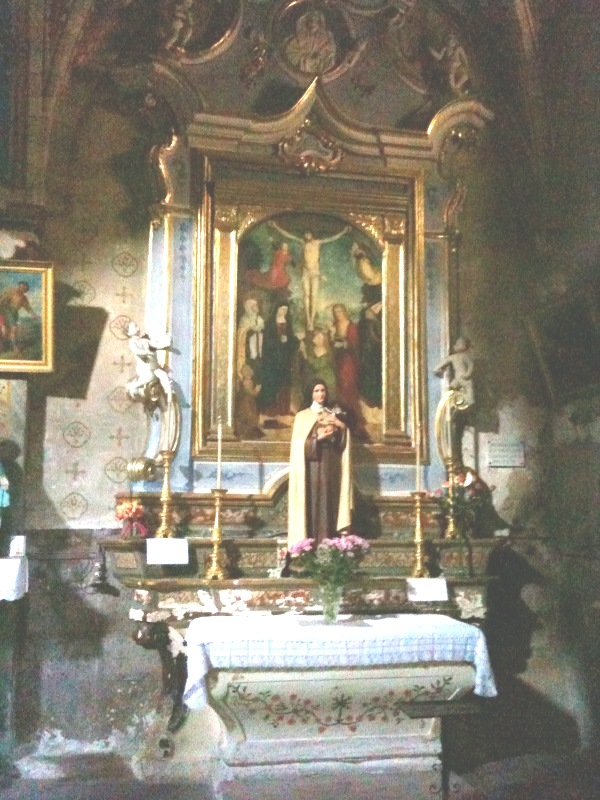
Prima cappella laterale destra
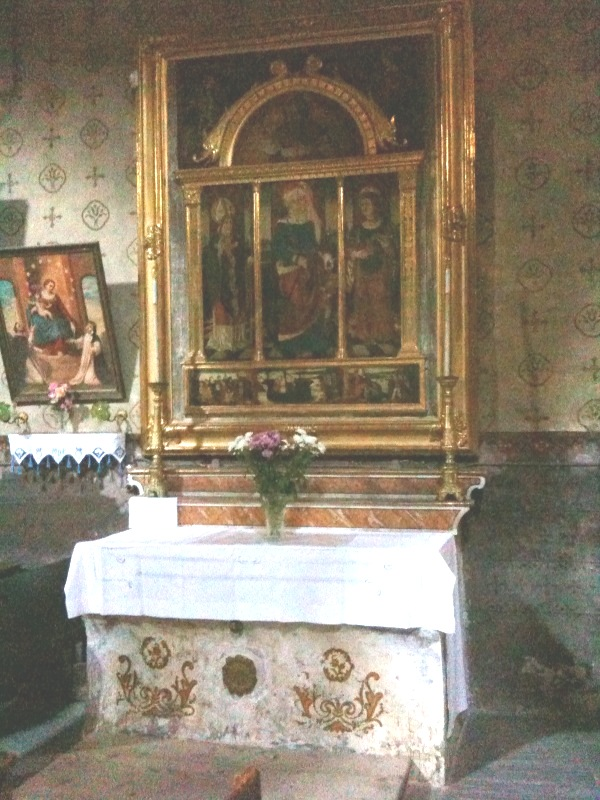
Seconda cappella laterale destra
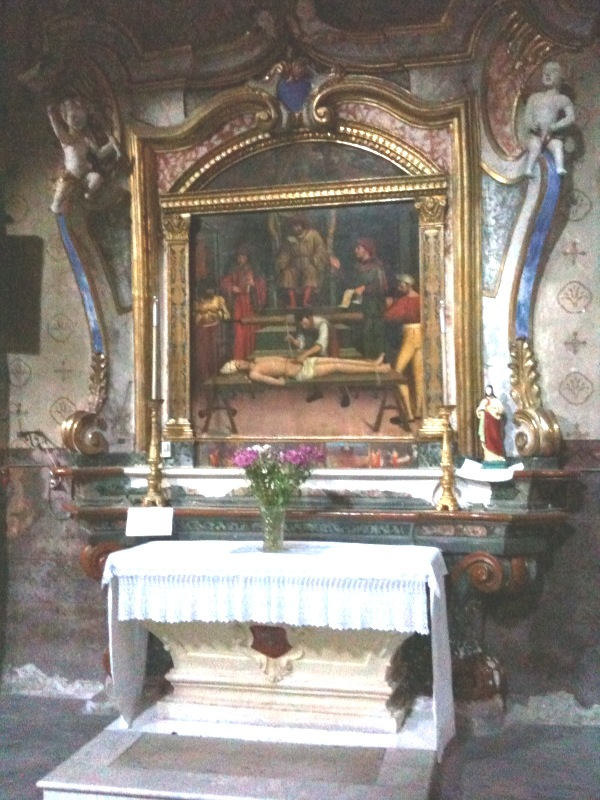
Terza cappella laterale destra
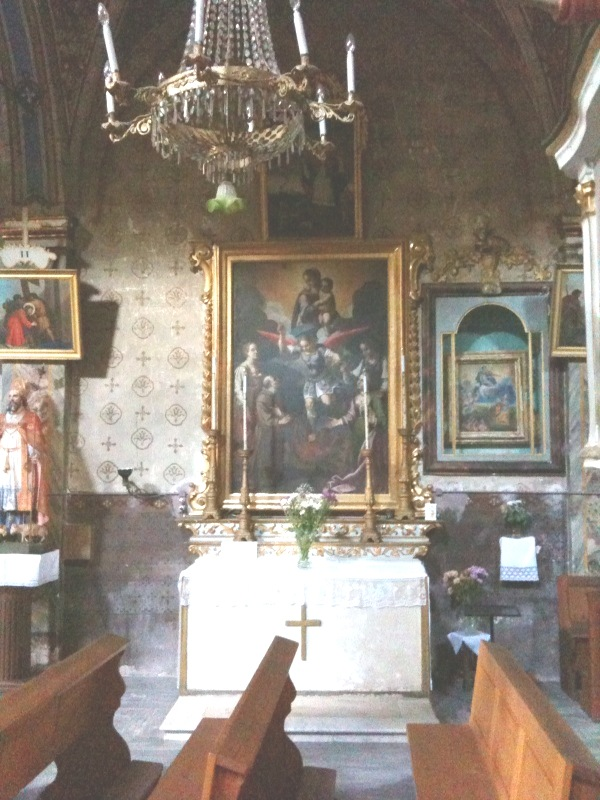
Quarta cappella laterale destra
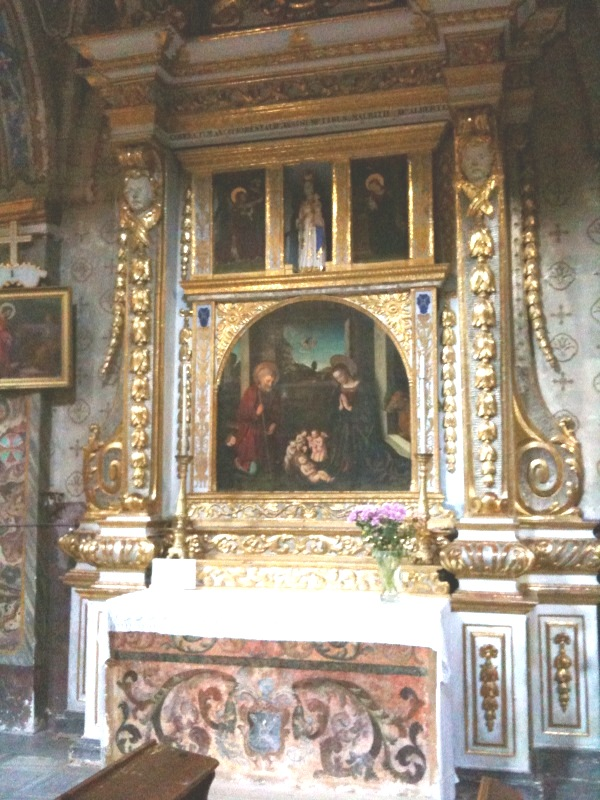
Quinta cappella laterale destra
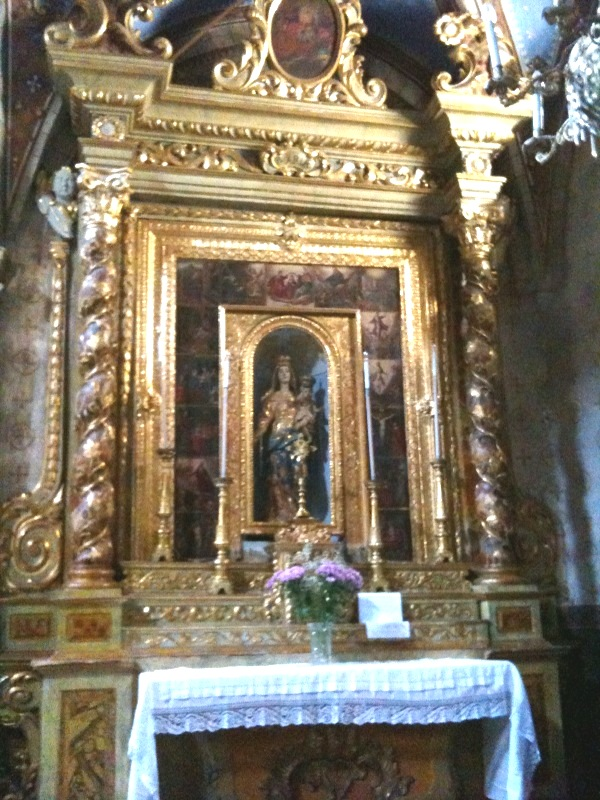
Cappella in navata destra
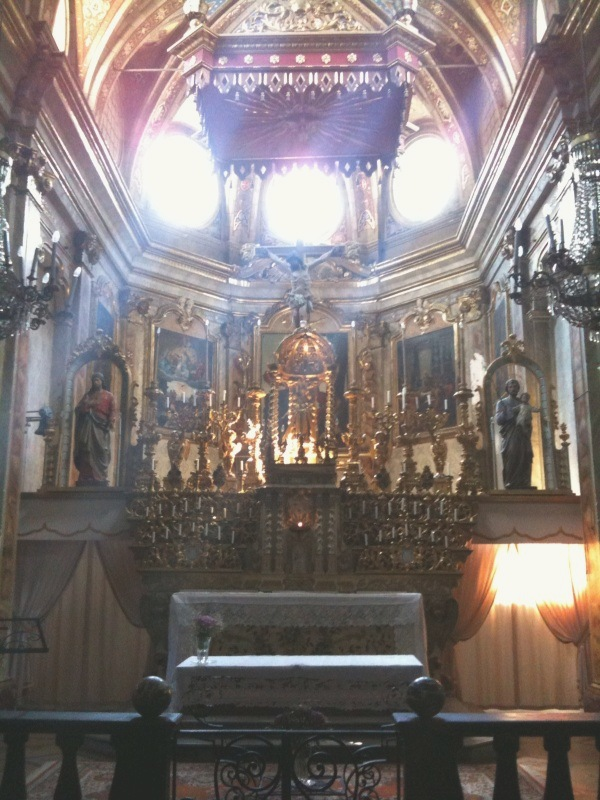
Altare maggiore
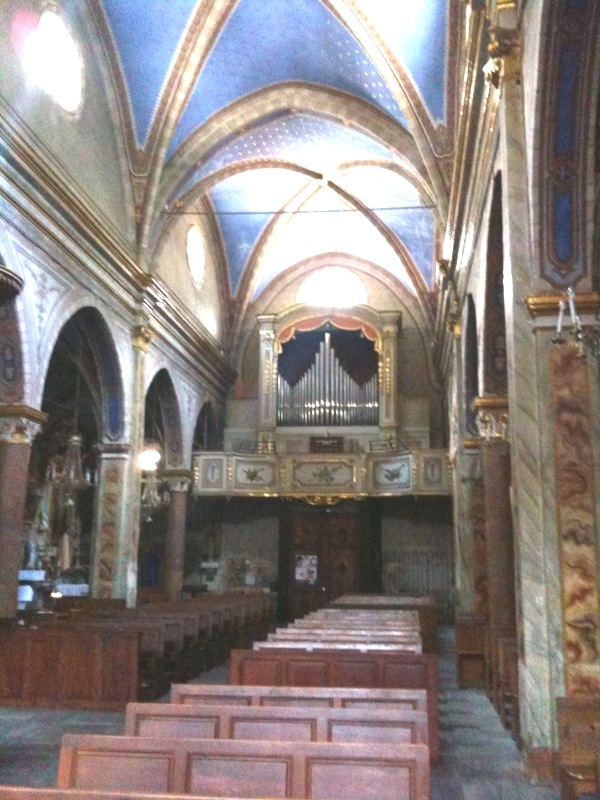
Navata centrale e organo
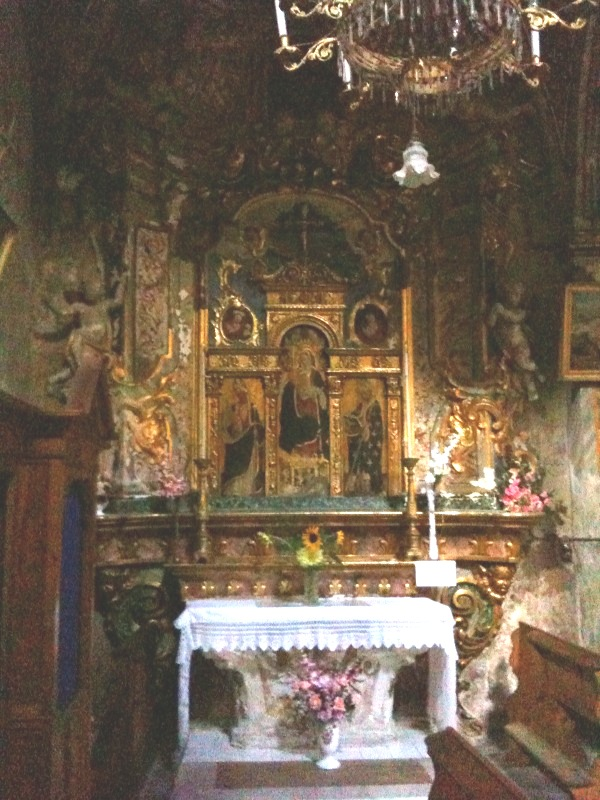
Seconda cappella laterale sinistra
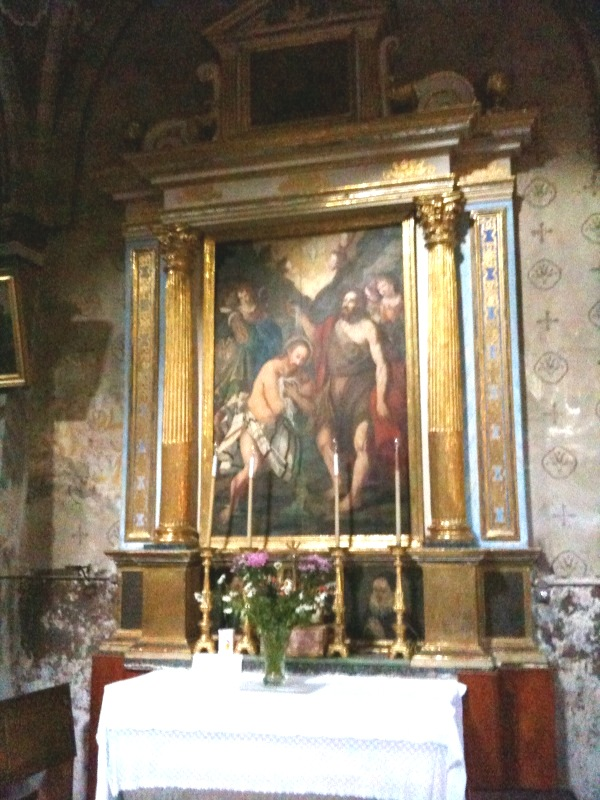
Terza cappella laterale sinistra
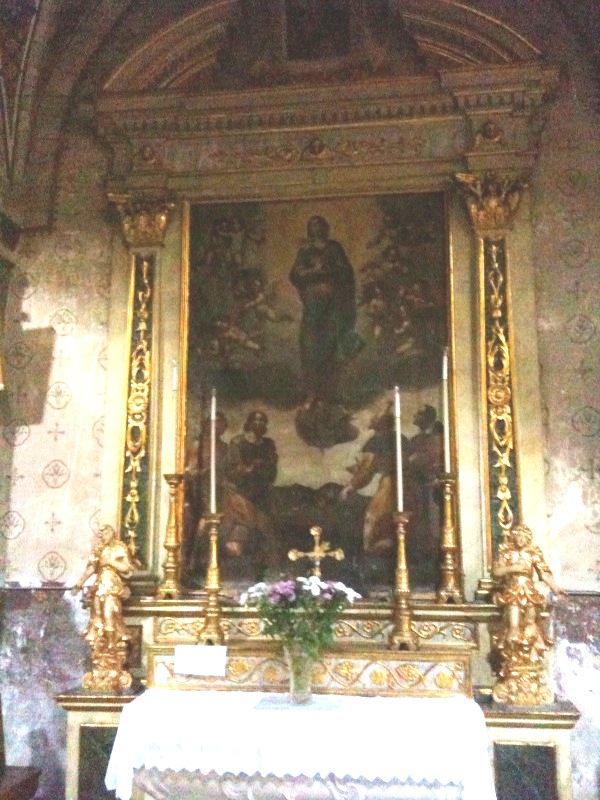
Quarta cappella laterale sinistra
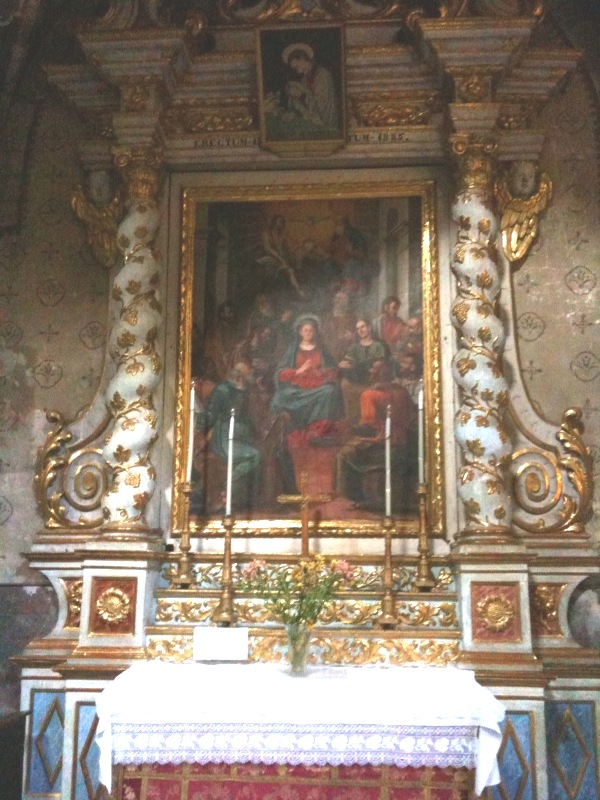
Quinta cappella laterale sinistra
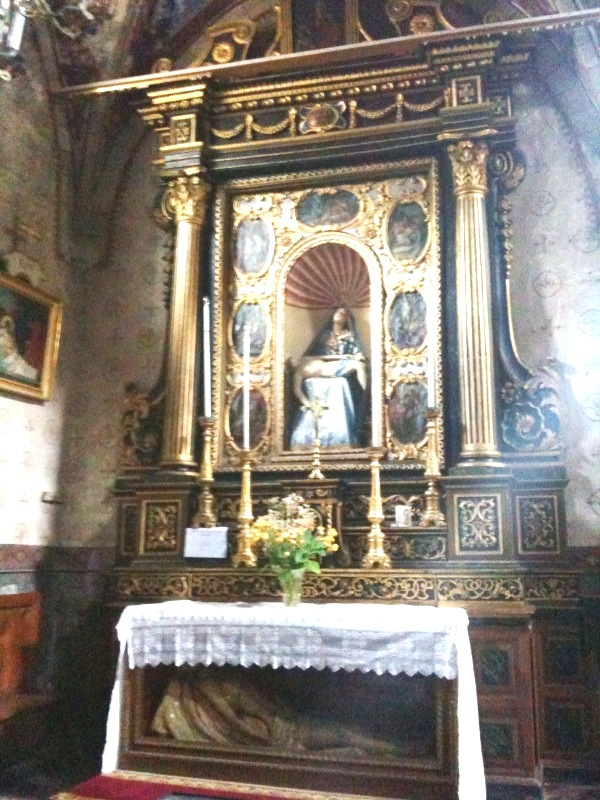
Cappella in testata sinistra